# Foreign Affairs (rivista)
Foreign Affairs è un'autorevole rivista statunitense dedicata alle relazioni internazionali. La sua pubblicazione, con cadenza bimestrale, avviene a cura del Council on Foreign Relations, che fondò la rivista nel 1922, affidandola al professor Archibald Cary Coolidge dell'Università di Harvard, suo primo direttore.
Direttore generale della rivista è Gideon Rose, esperto di conflitti internazionali e Medio Oriente. L'ha preceduto il giornalista e opinionista Fareed Zakaria, poi consulente editoriale di Time. Nel 2009 Foreign Affairs ha inaugurato il suo nuovo sito internet, ForeignAffairs.com, che offre tutti i contenuti della rivista stessa oltre a numerosi extra online.

## Tematiche
Gli argomenti trattati dalla rivista riguardano la politica mondiale, l'economia, le relazioni internazionali, l'integrazione e le idee. Dalla fine della Guerra fredda e specialmente dopo gli attentati dell'11 settembre 2001, le tirature della rivista sono notevolmente aumentate. È stato su Foreign Affairs che il politologo Samuel P. Huntington pubblicò il suo influente articolo Lo scontro delle civiltà, diventato poi un libro di grande importanza.

## Recensioni
Fin dalla sua istituzione, Foreign Affairs ha dedicato una notevole sezione alle recensioni di libri. Tale sezione nacque dopo che Coolidge ebbe a chiedere al suo collega dell'Università di Harvard William L. Langer, storico e veterano della prima guerra mondiale, di seguire e redigere le pagine relative alla critica libraria. Langer inizialmente ebbe il pieno controllo della sezione e scrisse lui stesso tutte le recensioni: un mese prima che le recensioni fossero dovute all'ufficio di New York per la pubblicazione, gli spedivano un centinaio di libri che Langer doveva recensire e in circa due settimane le recensioni erano pronte per la sezione.
Per la fine degli anni 1930 la sezione delle recensioni venne suddivisa in diverse sottosezioni. Nella veste attuale della rivista (a partire da aprile 2006), un paio di recensioni più lunghe delle altre – di solito scritte da rinomate figure nel campo della politica estera – aprono la rubrica, seguite da una sottosezione intitolata Recent Books on International Relations (Libri recenti sulle relazioni internazionali) con recensioni più brevi di metà pagina, scritte da studiosi eminenti. La pagina finale della rubrica mostra i top quindici libri più venduti di politica estera negli Stati Uniti e relazioni internazionali in base alla classifica libraria online di Barnes & Noble.